# はたらくくるま2/さすらいのカメ・ハメハ
「はたらくくるま2/さすらいのカメ・ハメハ」はフジテレビの子供向けの番組『ひらけ!ポンキッキ』のオリジナルナンバーとして発表、1987年1月21日にキャニオン・レコードよりリリースされたシングル（17cmレコード）。規格品番は6G-0087。
ポニーから同内容のカセットも発売された。規格品番は8P4061。

## 解説

### はたらくくるま2
はたらくくるまシリーズの第2弾で「およげ!たいやきくん」の子門真人が歌う。

#### 映像演出
背景は模型だが赤いサイコロはCG。演出は1と同じだがサイコロの蓋の開け方が違う。

#### 紹介車
- パトロールカー（提供：警視庁）
- 散水車
- タラップ（提供：日本航空）
- テレビ中継車（提供：フジテレビ）
- 幼稚園バス（提供：館山白百合幼稚園）
- 宅配車（提供：フットワークエクスプレス）
- 給食運搬車（提供：祝一給食センター）
- 冷凍車（提供：福岡運輸）
- コンクリートミキサー車
- 耕運機
- ロードローラー
- クレーン車

## 収録曲
1. はたらくくるま2（3:03）[1]
作詞：伊藤アキラ / 作曲・編曲：越部信義 / 唄：子門真人
2. さすらいのカメ・ハメハ[2]
作詞：望田市郎 / 作曲：網倉一也 / 編曲：中村暢之 / 唄：マナ

## 収録アルバム
- 「ひらけ!ポンキッキ」より おぼえてたのしいポンキッキ（1987年2月21日、ポニーキャニオン）（1のみ）
- 子門真人がうたう「ひらけ!ポンキッキ」ベストアルバム3（1987年6月21日、ポニーキャニオン）（1のみ）
- ひらけ!ポンキッキ大全集2（1989年2月21日、ポニーキャニオン）（1のみ）
- ひらけ!ポンキッキ ベスト50（1990年5月21日、ポニーキャニオン）（1のみ）
- ひらけ!ポンキッキ のりもの&どうぶつ大全集（1993年2月19日、ポニーキャニオン）（1のみ）
- ポンキッキスーパーベスト2 はたらくくるま（1994年7月21日、ポニーキャニオン）（1のみ）
- 子門真人 ヴォーカル･コンピレーション -ひらけ!ポンキッキ・コレクション-（2003年2月19日、ポニーキャニオン）（1のみ）
- ポンキッキーズ30周年記念アルバム ガチャピン&ムックが選ぶポンキッキーズ・ベスト30（2004年2月18日、ポニーキャニオン）（1のみ）
- 決定盤!! こどもヒットソング みんなで歌える ベスト（2009年6月17日、ポニーキャニオン）（1のみ）
- 決定盤!! ひらけ!ポンキッキ ベスト（2009年10月7日、ポニーキャニオン）（1のみ）
- 子門真人 ベスト・コレクション（2010年3月15日、ポニーキャニオン）（1のみ）
- こどもヒットソング ベスト（2016年9月21日、ポニーキャニオン）（1のみ）
- ひらけ!ポンキッキ 50周年アニバーサリーベスト（2023年4月2日、ポニーキャニオン）（1のみ）

## カバー
はたらくくるま2
- 堀江美都子、森の木児童合唱団（2017年7月19日 日本コロムビアから発売のCD「コロムビアキッズ　おうちでできる 音楽子育て♪ のりものソング 〜はたらくくるま〜」に収録）[3]
- 岡崎昌幸（2013年8月7日 日本クラウンから発売のCD「だ〜いすき!のりもののうたに収録）
- たいらいさお、タンポポ児童合唱団（2021年9月8日 キングレコードから発売のCD「のりものだいすき!! 〜ヤッホー!しんかんせん・はたらくくるま〜」に収録）[4]
- いっちー&なる（2022年7月20日 キングレコードから発売のCD「ボンボンアカデミーからやっほー! いろいろにじいろ こどもうた」に収録）

バンダイから発売されたDVD「のりもの探検隊～みんなでうたおう のりものソング～」では、中尾隆聖と佐久間レイが歌っている。